# Americorophium triaeonyx
Americorophium triaeonyx is een vlokreeftensoort uit de familie van de Corophiidae. De wetenschappelijke naam van de soort is voor het eerst geldig gepubliceerd in 1904 door Stebbing.